# Tuneboy
Tuneboy, de son vrai nom Antonio Donà, est un producteur et disc jockey de hardstyle italien. Il est considéré comme un pionnier du genre par la presse spécialisée,. Au fil de sa carrière, il joue dans des festivals de renom tels que Q-Base, Decibel, et Tomorrowland.

## Biographie
Antonio Donà est né à Bologne, en Italie. Au début des années 1990, Donà se lance dans le mixage audio après l'achat d'équipements et d'albums. Dans une entrevue attribuée au site web Partyflock, il explique : « Au début des années '90, je suis tombé amoureux du hardcore et de la techno (un mot qui regroupait tous les genres de musiques électroniques, ed.). Plus âgé, j'allais dans des clubs de Bologne, de Rimini et de Riccione chaque samedi soir. J'adorais la musique qu'ils jouaient et ouais, c'est l'histoire typique de tout producteur : je voulais créer mes propres chansons. Alors quand j'avais le temps, j'allais dans lestudio d'enregistrement de mon père. Ca ne le dérangeait pas, même quand je composais du hardcore […] Il est très ouvert sur la musique, et je lui demande souvent son avis après avoir achevé certaines de mes compos. »
En 1995, il produit son premier single intitulé Integrated aux côtés de l'un de ses amis sous le nom de Wide World. Ils décident alors d'envoyer quelques démos, dont Integrated, et reçoivent un appel de Paolino Nobile, de Saifam Records, qui leur offre de rejoindre le label. Un an plus tard, Antonio effectue sa première performance en live dans le club Cocoricò de Riccione, en Italie.
En 2000, Antonio se joint à l'équipe de production d'Alternative Sound Planet dans laquelle il fait la rencontre de Cristiano Giusberti. Tous deux deviendront par la suite les pionniers du genre hardstyle, et formeront le duo TNT, un acronyme pour Technoboy 'N' Tuneboy.
En 2013, TNT fait paraître une vidéo de leur chanson Skinner. En octobre 2014, Tuneboy fait paraître le single Devotion aux côtés de E-Life, accueilli sur DJ Mag par 9,5 étoiles sur 10. Plus tôt en août la même année, il faisait paraître le titre Digital Nation avec DJ Isaac et Technoboy, qui obtient la note maximale de 10 étoiles sur DJ Mag. En mars 2015, lui et Technoboy participent à l'édition 2015 de Reverze.